# حثيلة
حِثْيَلَة (الاسم العلمي: Osteomeles)، جنس نباتات مُزهرة من فصيلة الوردية. هي شجيرة موطنها شرق آسيا، أوراقها ابيدة، متعاقبة، مركبة، ثمرتها تفاحية صغيرة. جميع ثمار أنواع هذه الجنس صالحة للأكل.